# Футбол в Эстонии

Эмблема Эстонского футбольного союза

Футбол в Эстонии находится под контролем Эстонской футбольной ассоциации (ЭФА). Под эгидой ЭФА проходит чемпионат (Премиум лига, Эсилига, Эсилига Б, Вторая лига, Третья лига, Четвёртая лига; Женская Мейстрилига, Женская Эсилига и Вторая женская лига), Кубок Эстонии, Суперкубок Эстонии, Малый кубок Эстонии. Также ЭФА контролирует Сборную Эстонии по футболу, женскую сборную и юношеские сборные команды.

## Внутренний чемпионат

### Мужчины
Состоит из четырёх уровней. Всего выступает 146 команд в 12 лигах, но это число время от времени варьируется.
Мейстрилига состоит из профессиональных, полупрофессиональных и любительских клубов. Последняя команда по итогам сезона вылетает в Эсилигу, предпоследняя играет два матча за право остаться в высшем дивизионе со вторым клубом Эсилиги.
В Эсилиге играют любители и резерв команд из высшего дивизиона. Победитель Эсилиги переходит в Мейстрилигу, две последние команды вылетают во Вторую лигу, третий с конца клуб играет два матча дома и на выезде с клубом из Второй лиги, занявшим третье место и выигравший двухматчевую борьбу у оппонента из другой группы.
Вторая лига — победители своих групп выходят в Эсилигу. Последние команды вылетают в Третью лигу.
Третья лига — победители своих групп выходят во Вторую лигу. Последние команды вылетают в Четвёртую лигу.
Четвёртая лига — низший уровень. Победители своих групп выходят в Третью лигу.

## Система лиг
| Уровень | Лига/Дивизион                           | Лига/Дивизион                           | Лига/Дивизион                           | Лига/Дивизион                           |
| ------- | --------------------------------------- | --------------------------------------- | --------------------------------------- | --------------------------------------- |
| 1       | Премиум лига (Премьер-Лига) 10 клубов   | Премиум лига (Премьер-Лига) 10 клубов   | Премиум лига (Премьер-Лига) 10 клубов   | Премиум лига (Премьер-Лига) 10 клубов   |
| 2       | Эсилига (Первый дивизион) 10 клубов     | Эсилига (Первый дивизион) 10 клубов     | Эсилига (Первый дивизион) 10 клубов     | Эсилига (Первый дивизион) 10 клубов     |
| 3       | Эсилига Б (Первый В дивизион) 10 клубов | Эсилига Б (Первый В дивизион) 10 клубов | Эсилига Б (Первый В дивизион) 10 клубов | Эсилига Б (Первый В дивизион) 10 клубов |
| 4       | Вторая лига (Восток/Север)              | Вторая лига (Восток/Север)              | Вторая лига (Запад/Юг)                  | Вторая лига (Запад/Юг)                  |
| 5       | Третья лига (Восток)                    | Третья лига (Север)                     | Третья лига (Запад)                     | Третья лига (Юг)                        |
| 6       | Четвёртая лига (Восток)                 | Четвёртая лига (Север)                  | Четвёртая лига (Запад)                  | Четвёртая лига (Юг)                     |